# Евіанські угоди
Евіанські угоди (фр. Accords d'Évian, араб. اتفاقيات إيفيان) — угоди, укладені між Францією й Алжиром 18 березня 1962 у місті Евіан-ле-Бен, що поклали край Алжирській війні (1954-1962).
Угоди передбачали припинення вогню (19 березня), проведення в Алжирі референдуму з питання незалежності та визнання її Францією у разі схвалення алжирським народом. Угоди також передбачали, що власність громадян Франції, що проживають в Алжирі, може бути відчужена лише з виплатою компенсації. Франція зобов'язалась вивести свої війська з Алжиру упродовж 3 років й надати Алжиру фінансову, економічну, технічну допомогу в рамках двосторонніх угод (були укладені пізніше).
Евіанські угоди були підтверджені на референдумі у Франції 8 квітня, в ході якого 91 % французів схвалили їх. Підпільна французька Секретна армійська організація (ОАС), незважаючи на припинення вогню, продовжувала свою терористичну діяльність на території Франції й Алжиру до середини червня. Референдум з питання про статус Алжиру відбувся 1 липня; майже 100 % алжирців висловились за незалежність країни. 3 липня Франція визнала ці результати, і 5 липня було проголошено незалежність.